# Лопатов
Лопатов (укр. Лопатів) — село в Сокирянской городской общине Днестровского района Черновицкой области Украины.
До 2020 года входило в Сокирянский район.
Население по переписи 2001 года составляло 478 человек. Почтовый индекс — 60212. Телефонный код — 3739. Код КОАТУУ — 7324085601.